# Estoi

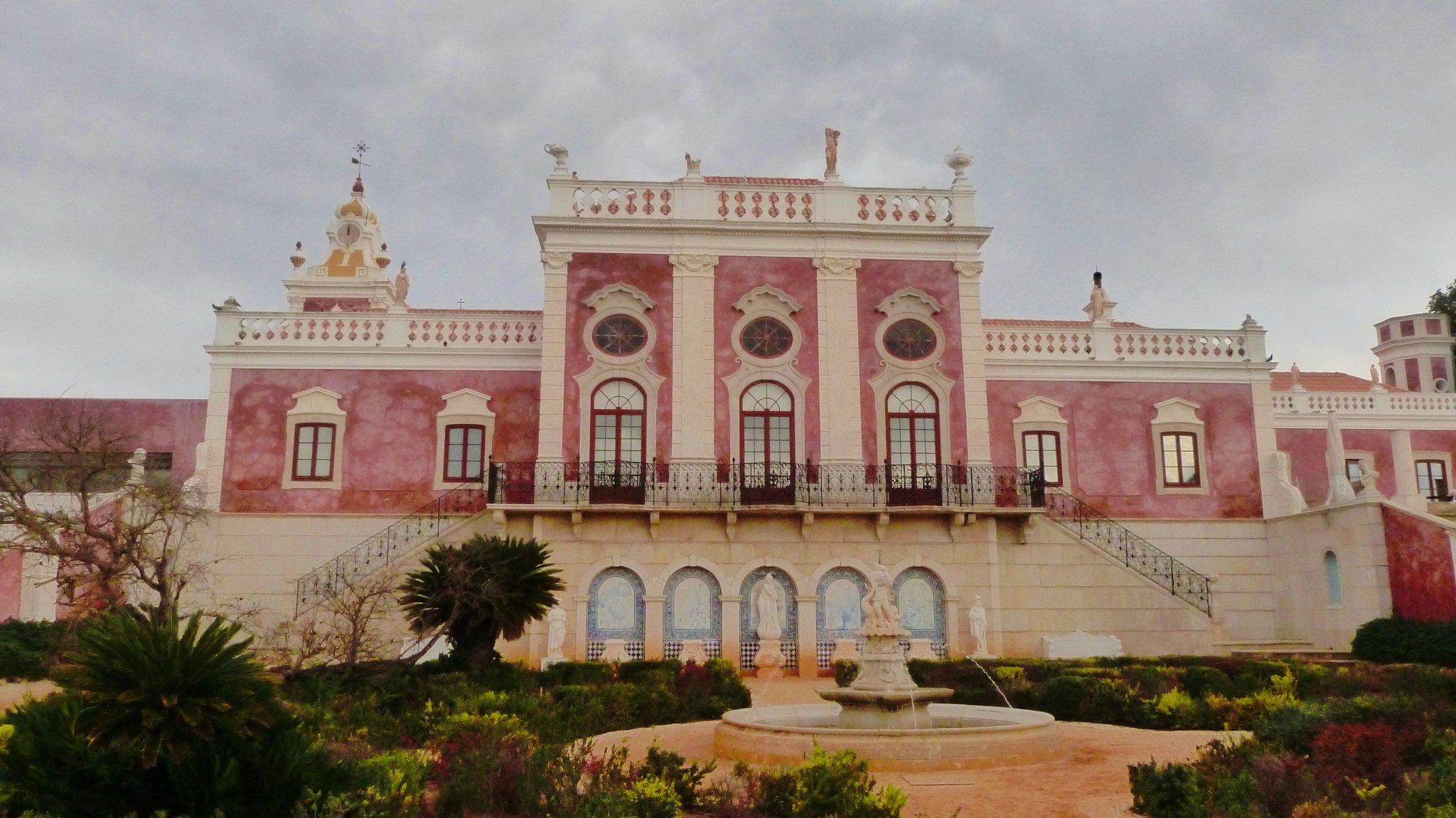
Veduta del palazzo rococò di Estoi

Estoi è un centro abitato ed ex freguesia del comune di Faro in Algarve, nel sud del Portogallo. Particolarmente noti sono il palazzo e i giardini in stile rococò.

## Storia
I reperti documentano una serie di insediamenti locali dall'età del rame fino ai Turdetani, che qui commerciavano anche con Fenici, Greci e Cartaginesi.
Nel 631, Ossónoba, l'odierna Faro, situata a circa 10 chilometri a sud di Estoi, entrò a far parte del regno visigoto fino alla conquista araba del 711. Rimase parte del Gharb al-Andalus fino alla conquista di Faro nel 1249, atto conclusivo della Reconquista cristiana in Portogallo.
Nel XVI secolo, Estoi divenne un comune indipendente.
Nel 1897, Carlo I fu il primo re portoghese a visitare Estoi. Si recò a Faro con la nuova ferrovia Linha do Algarve e visitò anche Estoi e le rovine romane di Milreu.
La freguesia di Estoi è stata accorpata nel 2013 a quella di Conceição, dando vita alla freguesia di Conceição e Estoi.

## Luoghi di interesse
- Il palazzo di Estoi è considerato uno dei principali monumenti dell'Algarve, per la sua ricchezza architettonica e decorativa, che combina elementi degli stili barocco, rococò, neoclassico e romantico. È stato classificato come Bene di Interesse Pubblico. È anche uno dei monumenti più importanti dell'Algarve.
- Le rovine romane di Milreu dimostrano l'importanza del luogo durante il successivo periodo romano.